# Drury Run
 (juin 2014).
Drury Run est une rivière des États-Unis située dans le Comté de Clinton (Pennsylvanie). 

## Géographie
Longue de 12.41 kilomètres, elle est un affluent de West Branch Susquehanna River (en). Sa source est située dans Tamarack Swamp, dans Leidy Township. Son embouchure est située dans Renovo.
Quatre de ses affluents ont un nom, Sandy Run, Woodley Draft, Whiskey Run, et Stony Run. Le concentration d'aluminium à l'embouchure de l'affluent Stony Run est de 7,11 milligrammes/litre. La concentration de fer est de 0,29 milligramme/litre. La concentration de manganèse est de 11,81 milligrammes/litre. Le bassin versant de Drury Run est de 29.91 kilomètres carrés. Le Clarion charbon, le Lower Kittanning charbon, et le Mercer charbon sont dans le bassin versant de Drury Run.
Truite et Rhinichthys atratulus habitent Drury Run,.